# Anapski (Novoberezanski)
|  | Per a altres significats, vegeu «Anapski». |

Anapski - Анапский (rus) és un possiólok que pertany al possiólok de Novoberezanski (krai de Krasnodar, Rússia). Es troba a les terres baixes de Kuban-Azov, a la vora esquerra del riu Beissug, davant de Zozova Balka. És a 34 km al nord de Korenovsk i a 92 km al nord-est de Krasnodar.